# Xã Williamsburg, Quận Franklin, Kansas
Xã Williamsburg (tiếng Anh: Williamsburg Township) là một xã thuộc quận Franklin, tiểu bang Kansas, Hoa Kỳ. Năm 2010, dân số của xã này là 704 người.